# Rue de la Pompe (stanice metra v Paříži)
Rue de la Pompe je nepřestupní stanice pařížského metra na lince 9 v 16. obvodu v Paříži. Nachází se na křižovatce Avenue Georges Mandel a Rue de la Pompe.

## Historie
Stanice byla otevřena 8. listopadu 1922 při prodloužení linky mezi stanicemi Exelmans a Trocadéro.

## Název
Stanice nese jméno ulice Rue de la Pompe neboli ulice Čerpadla. Tato stará ulice ve vesnici Passy se objevuje v písemných záznamech v roce 1730 jako cesta podél zdí zámku La Muette. Svůj současný název získala na konci 18. století podle čerpadla, které zásobovalo vodou zámek La Muette.
Na informačních tabulích je oficiální název stanice doplněn ještě podnázvem psaným malým písmem: Avenue Georges-Mandel podle ulice, pod kterou se nachází linka metra. Georges Mandel (1885–1944) byl francouzský politik.

## Vstupy
Stanice má tři východy na Avenue Georges Mandel – dvě schodiště a jeden eskalátor.